# Монтеу Роеро
Монтеу Роеро (итал. Monteu Roero) је насеље у Италији у округу Кунео, региону Пијемонт.
Према процени из 2011. у насељу је живело 169 становника. Насеље се налази на надморској висини од 363 м.

## Становништво
Према резултатима пописа становништва 2011. у општини је живело 1.667 становника.
| 1931. | 1936. | 1951. | 1961. | 1971. | 1981. | 1991. | 2001. | 2011. |
| ----- | ----- | ----- | ----- | ----- | ----- | ----- | ----- | ----- |
| 2.867 | 2.719 | 2.272 | 1.813 | 1.573 | 1.490 | 1.565 | 1.603 | 1.667 |